# プリシラ (2023年の映画)
『プリシラ』（原題：Priscilla）は、2023年のアメリカ合衆国の伝記映画。
ロック歌手のエルヴィス・プレスリーと、プリシラ・プレスリーとの出会いから結婚・離婚までを、プリシラが1985年に出版した自伝『私のエルヴィス』を原作に描く。監督・脚本はソフィア・コッポラ。プリシラを演じたケイリー・スピーニーは、第80回ヴェネツィア国際映画祭で女優賞を受賞した。

## ストーリー
1950年代の終わりに故郷のアメリカから遠く離れた西ドイツで、14歳のプリシラは大スターであるエルヴィス・プレスリーと出逢いを果たす。二人はお互いに抱えていた孤独を共有し、すぐに意気投合する。エルヴィスが兵役を終えて西ドイツを離れた後も交流は続き、やがて彼らはメンフィスにある邸宅で暮らし始める。夢のような生活の中でプリシラは結婚と妊娠を経験するが、少しずつ彼女の中に別の想いが芽生えていく。

## キャスト
プリシラ・プレスリー
演 - ケイリー・スピーニー
14歳で初めての恋に落ちたエルヴィスと結婚をし、不安定な彼に振り回されながらも献身的に支えた。
エルヴィス・プレスリー
演 - ジェイコブ・エロルディ
「キング・オブ・ロックンロール」と称される世界的スター。数々の女性たちと浮名を流した。
アン・ボーリュー
演 - ダグマーラ・ドミンスク
プリシラの母。
キャプテン・ボーリュー
演 - アリ・コーエン
プリシラの継父。
ヴァーノン・プレスリー
演 - ティム・ポスト
エルヴィスの父。
アルバータ
演 - オリヴィア・バレット
コック。

## 作品の評価
Rotten Tomatoesによれば、300件の評論のうち高評価は84%にあたる252件で、平均点は10点満点中7.3点、批評家の一致した見解は「作品を牽引する主演のケイリー・スピーニーの演技とともに、『プリシラ』でソフィア・コッポラ監督は、初恋と名声が混ざり合うことで生まれる、有害であることの多い混合物を優しくも澄んだ瞳で見つめている。」となっている。Metacriticによれば、59件の評論のうち、高評価は50件、賛否混在は8件、低評価は1件で、平均点は100点満点中79点となっている。